# Autostrada A98 (Niemcy)

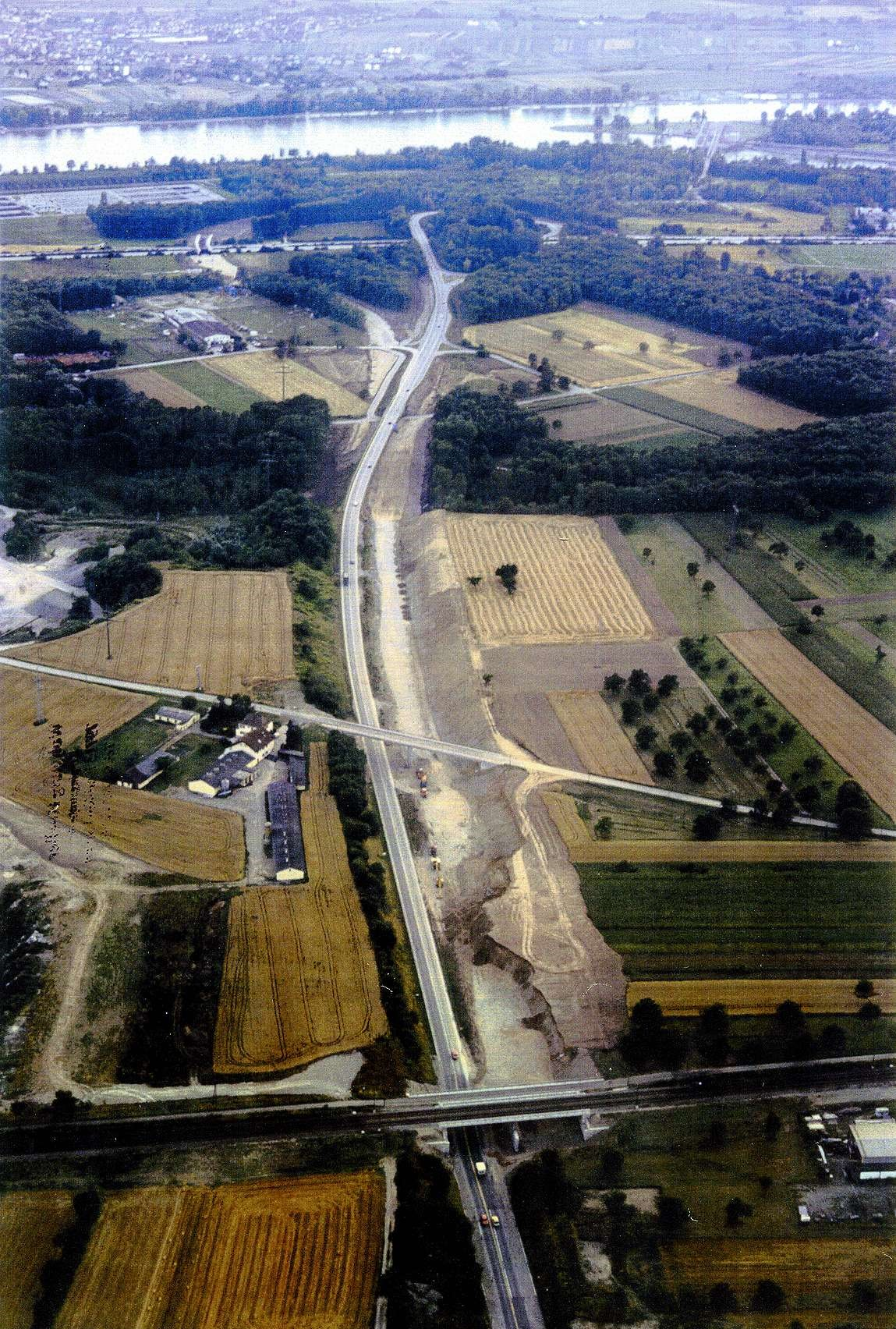
Węzeł Dreieck Weil am Rhein (1985)

Autostrada federalna A98 (niem. Bundesautobahn 98 (BAB 98), Autobahn 98 (A98)) – autostrada w Niemczech przebiegająca z przerwami na osi wschód-zachód. Pierwszy odcinek przebiega od skrzyżowania z autostradą A5 na węźle Dreieck Weil am Rhein do skrzyżowania z autostradą A861 na węźle Dreieck Rheinfelden. Dalej A98 biegnie od skrzyżowania z autostradą A81 na węźle Kreuz Hegau do skrzyżowania z drogą B31n koło Stockach w Badenii-Wirtembergii.
Od października 2006 odcinki pomiędzy Laufenburg i Hauenstein oraz Tiengen-West i Lauchringen zwolnione są z opłat dla samochodów ciężarowych.
Z uwagi na swój przebieg autostrada zwana jest również Voralpenautobahn.
     Odcinki planowane w 1976 roku
     Odcinki istniejące obecnie

A98 na tle sieci autostrad
Odcinki planowane w 1976 roku
Odcinki istniejące obecnie

Według pierwotnych planów miała być znacznie dłuższa oraz częściowo przebiegać przez obszar Szwajcarii.

## Odcinki międzynarodowe
Autostrada w całości jest częścią trasy europejskiej E54.